# Piotr Ivanovitch Liapine
Piotr Ivanovitch Liapine (en russe : Пётр Иванович Ляпин)  né le 25 juin 1894 et mort le 12 janvier 1954 en Union des républiques socialistes soviétiques est un lieutenant-général soviétique.

## Biographie
Il est né le 25 juin 1894 dans le village de Romodanovo de l'ouïezd de Saransk du gouvernement de Penza, dans une famille d'agriculteur.
En janvier 1916, durant la Première Guerre mondiale, il est enrôlé par l'armée impériale russe et combat sur le front sud-ouest. En janvier 1918, il est démobilisé. Comme sous-officier il rejoint l'Armée rouge et devient commandant d'une compagnie d'infanterie et aussi commissaire politique du régiment. En novembre 1920, il est nommé commandant de bataille au 265e régiment d'infanterie au district militaire du Caucase du Nord. En avril 1921, il devient commandant adjoint au 289e régiment d'infanterie. En novembre 1921, il est nommé commandant adjoint dans la 28e Division d'infanterie. En juin 1922, il occupe le poste de commandant de bataillon dans le 84e régiment d'infanterie. En juin 1923, il sert comme le chef de l'école de division.
En 1932, il étudie à l'Académie militaire Frounze. En avril 1934, il est nommé cadre supérieur au ministère de la mécanisation et la motorisation de la même académie. En avril 1938 il est nommé maître de conférences tactiques à l'Académie militaire Frounze. En octobre 1939, il est nommé chef d'état-major du district militaire d'Odessa. En juillet 1940, il est nommé chef d'état-major de la 10e armée (Union soviétique).
Durant la Seconde Guerre mondiale, en juillet 1941, il commande la 10e armée (Union soviétique). En août 1941, il rejoint l'état-major de la 52e armée (Union soviétique). En octobre 1941 il commande la 4e armée (Union soviétique) et se bat vers Tikhvine. En décembre 1941, il est nommé assistant du commandant du Front de Volkhov. En janvier 1942, il est commandant adjoint de la 59e armée. En février 1942, il commande la 4e armée (Union soviétique). En août 1942, il est nommé commandant de la 7e corps aérien. En décembre 1942, il commande la 2e division aéroportée. En mars 1943, pour non-respect de la mission de combat, de faux rapports sur l'état de l'armée et de la négligence du devoir, a été retiré le major-général et de ses fonctions, il passe au conseil militaire du Front de l'Ouest. En septembre 1943, il est nommé chef d'état-major de la 63e armée (Union soviétique). En février 1944, il devient chef d'état-major de la 70e armée (Union soviétique) (en) et participe à l'Offensive Lublin-Brest. En mars 1945, il est nommé au poste de chef d'état-major de la 19e armée (Union soviétique), elle participe à l'Offensive de Poméranie orientale et à la Offensive de Prusse-Orientale,.
En juillet 1945, il est nommé chef d'état-major du district militaire de Kazan. En juin 1946, il est nommé chef d'état-major du district militaire de la Volga. En octobre 1949, il travaille au ministre de la Défense. Il prend sa retraite en août 1952. Il décède le 12 janvier 1954 à Rostov-sur-le-Don.